# Poggio San Polo
Poggio San Polo è una frazione del comune italiano di Gaiole in Chianti, nella provincia di Siena, in Toscana.

## Geografia fisica
La frazione di Poggio San Polo è situata a sud-ovest del capoluogo comunale di Gaiole, su di un colle a 527 metri di altitudine, lambito dal corso del torrente Arbia. A nord scorre il torrente di Galenda (3 km), mentre a sud la frazione è delimitata dal fosso di Rimaggio (2 km), entrambi tributari dell'Arbia.
La frazione è composta dalla tre borgate di Poggio, San Polo in Rosso e San Polino.

## Storia
Il borgo di San Polo è stato fondato in epoca alto-medievale con l'erezione della pieve, citata per la prima volta in una donazione del 1070 della badia di Coltibuono. Nel XIV secolo San Polo era proprietà dei Ricasoli e la pieve era già stata fortificata, assumendo l'aspetto di un'imponente fortezza che acquisì una certa importanza per la posizione strategica. Sul finire del XV secolo, la fortezza di San Polo fu assediata a più riprese.
Nel 1833 la frazione di San Polo contava 490 abitanti.

## Monumenti e luoghi d'interesse
L'elemento di maggiore interesse della frazione è sicuramente l'antica pieve di San Polo in Rosso, imponente struttura documentata nell'XI secolo, fortificata tra il XIV e il XV secolo. Si presenta come una chiesa di origine romanica con ristrutturazioni gotiche successive, annessa ad una struttura castellana con torri circolari. All'interno si trovano pregevoli opere pittoriche, come un ciclo di affreschi di scuola senese alla maniera di Ambrogio Lorenzetti della metà del XIV secolo, e un trecentesco Crocifisso ligneo.
Nei pressi della pieve si trova inoltre il cimitero comunale della frazione.